# Route nationale 378
Die Route nationale 378, kurz N 378 oder RN 378, war eine französische Nationalstraße.
Die Straßennummer wurde erstmals im Jahr 1933 in das Nationalstraßennetz aufgenommen.
Die Straße verlief von einer Kreuzung mit der Nationalstraße N46 in Rozoy-sur-Serre aus zu einer Kreuzung mit der Nationalstraße N51 bei Lonny.
Ihre Gesamtlänge betrug 42 Kilometer.
Im Jahr 1973 erfolgte die Abstufung zur Département-Straße D 978.